# Palaemon longirostris
Palaemon longirostris är en kräftdjursart som beskrevs av H. Milne-Edwards 1837. Palaemon longirostris ingår i släktet Palaemon och familjen Palaemonidae. Arten har ej påträffats i Sverige. Inga underarter finns listade i Catalogue of Life.

## Bildgalleri

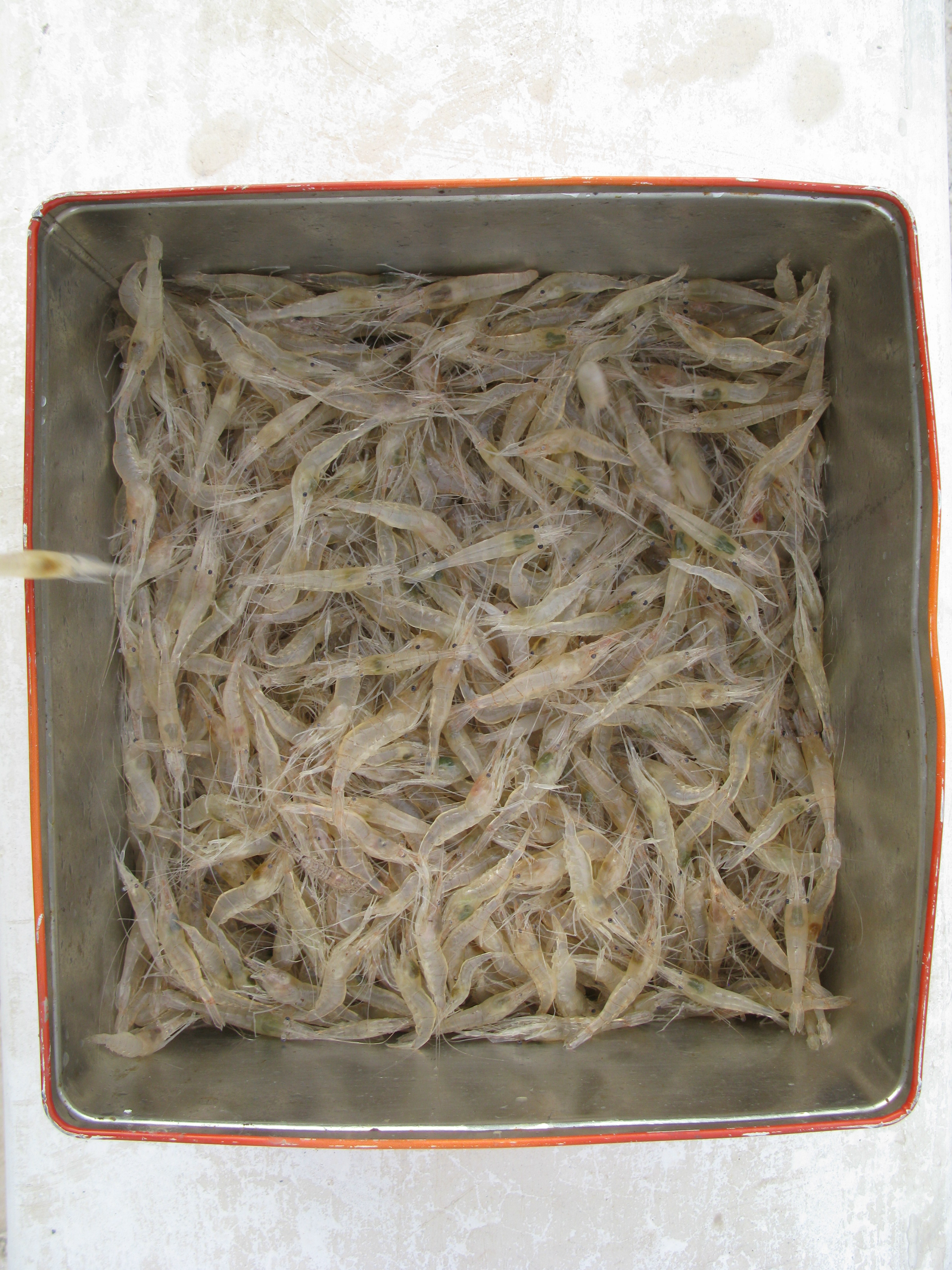